# Porto Ercole

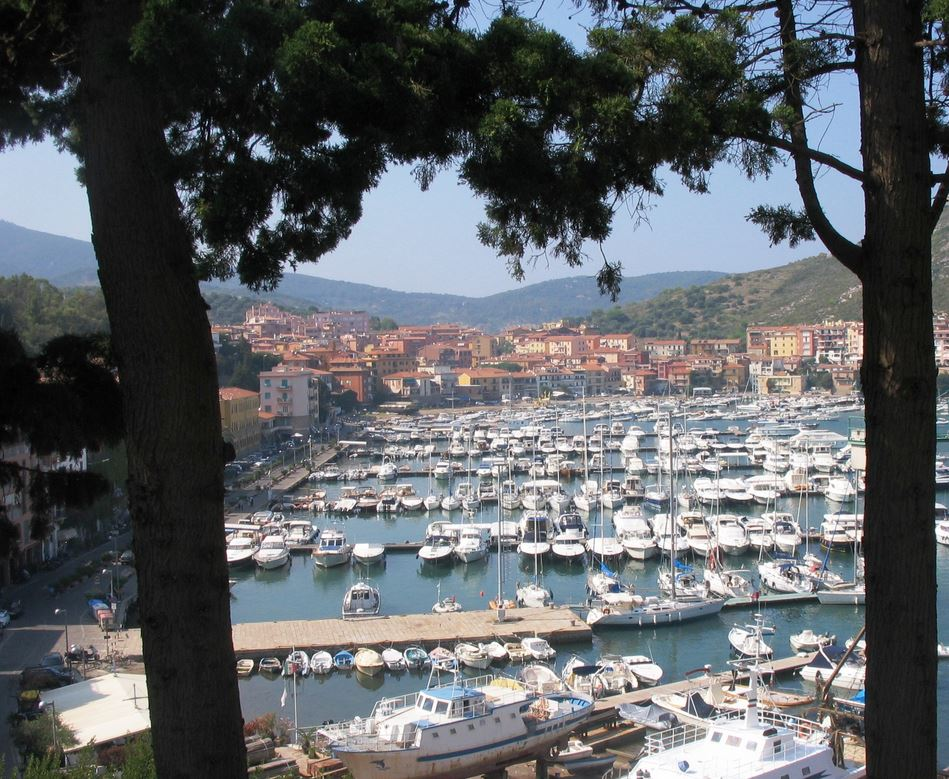
Porto Ercole

Porto Ercole ist der kleinere der beiden Orte auf der Halbinsel Monte Argentario am Südrand der Toskana. Zusammen mit Porto Santo Stefano bildet es die Gemeinde Monte Argentario.
Die Gemeinde ist Mitglied der Vereinigung I borghi più belli d’Italia (Die schönsten Orte Italiens).

## Geschichte

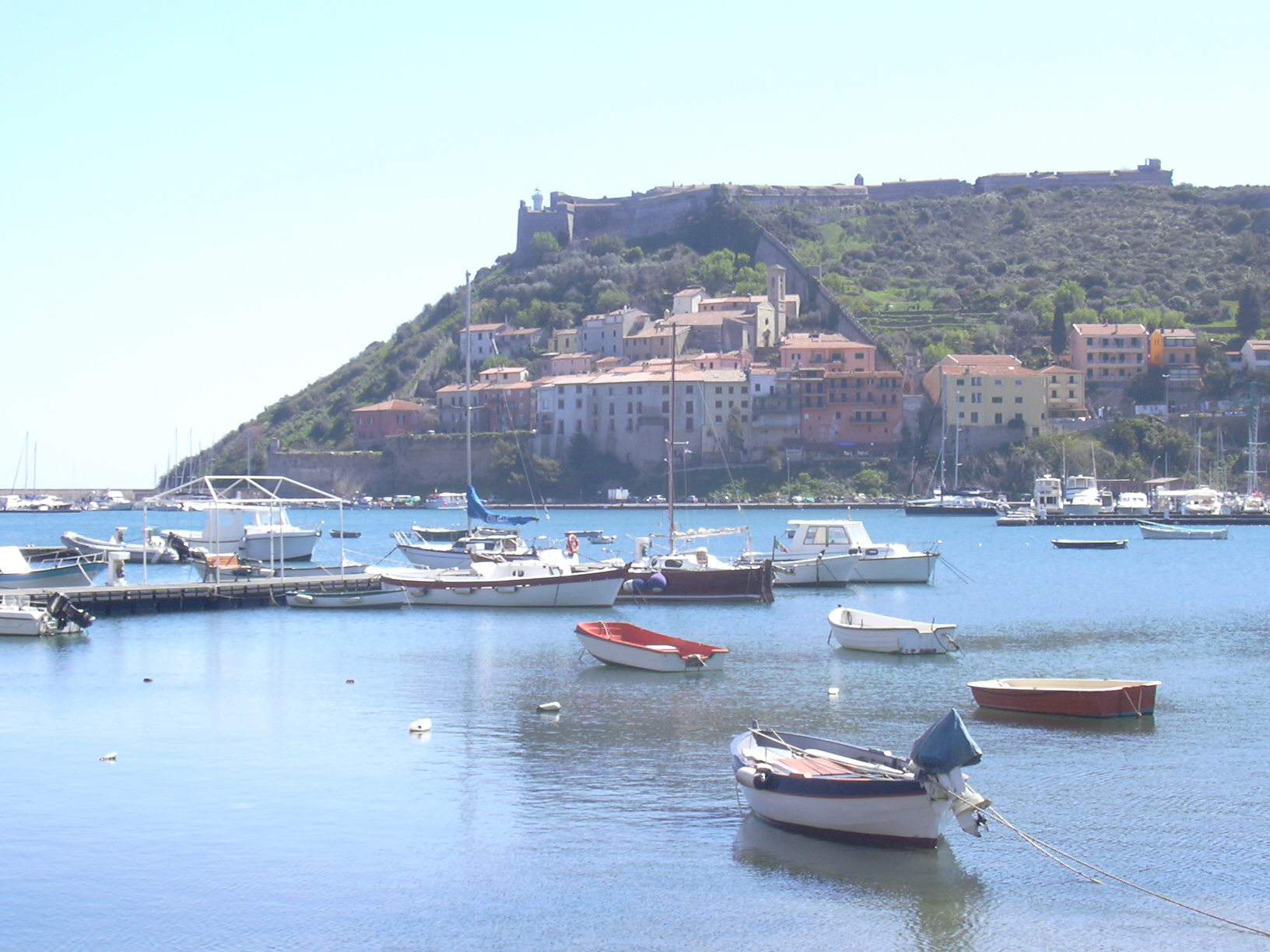
Hafen, Altstadt und Festung (La Rocca)

Die römische Geschichte des Monte Argentario unter dem Einfluss der Familie Domitii Ahenobarbi ist gut dokumentiert.
Im Mittelalter wechselte der kleine Stützpunkt gemeinsam mit dem gesamten Gebirgszug mehrfach den Besitzer: Nach den Aldobrandeschi (13. Jh.), den Orsini (14. Jh.) und Ladislaus von Neapel (1410–1414) fiel er schließlich an Siena.
1555 war das sienesische Porto Ercole Schauplatz hartnäckigen Widerstands im Bündnis mit den Franzosen gegen die spanischen Habsburger unter König Philipp II. im Bündnis mit Cosimo I. de’ Medici von Florenz. Nach langer Belagerung durch den Mailänder Marchese di Marignano, einen älteren Bruder des Papstes Pius IV., zu Lande und durch Admiral Andrea Doria zu Wasser fiel Porto Ercole im Juni und wurde im Vertrag von Brüssel zusammen mit Porto Santo Stefano, Orbetello, Ansedonia, Talamone und Porto Longone zu dem spanischen Garnisonsstaat Stato dei Presidi zusammengefasst. Dieser integrierte diejenigen sienesischen Besitzungen, die Sienas Eroberer Cosimo I. de’ Medici nicht für sein Großherzogtum Toskana behalten durfte.
Danach teilte Porto Ercole das Schicksal des spanischen Garnisonsstaats, den die Österreicher 1707 eroberten. Porto Ercole leistete Widerstand, wurde aber am 22. März 1712 zum Beitritt gezwungen. 1737 kam der Stato dei Presidi unter die Herrschaft der Bourbonen, 1801 vereinnahmte Napoleon ihn in seiner Etrurischen Republik. Nach deren Untergang im Wiener Kongress 1815 gelangte das Territorium an das Großherzogtum Toskana und 1860 an den italienischen Nationalstaat.

## Sehenswürdigkeiten

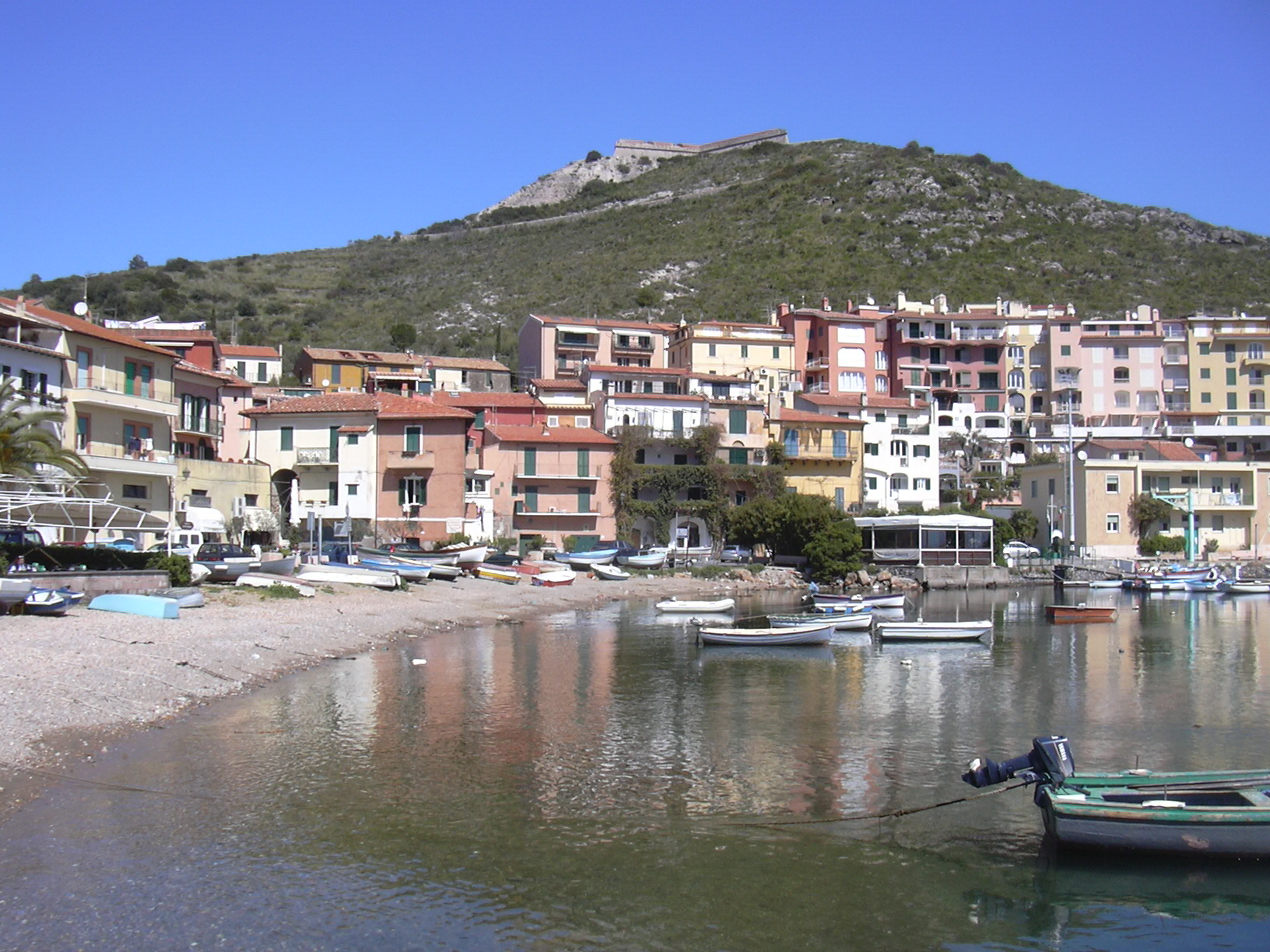
Promenade unterhalb von Fort Filippo

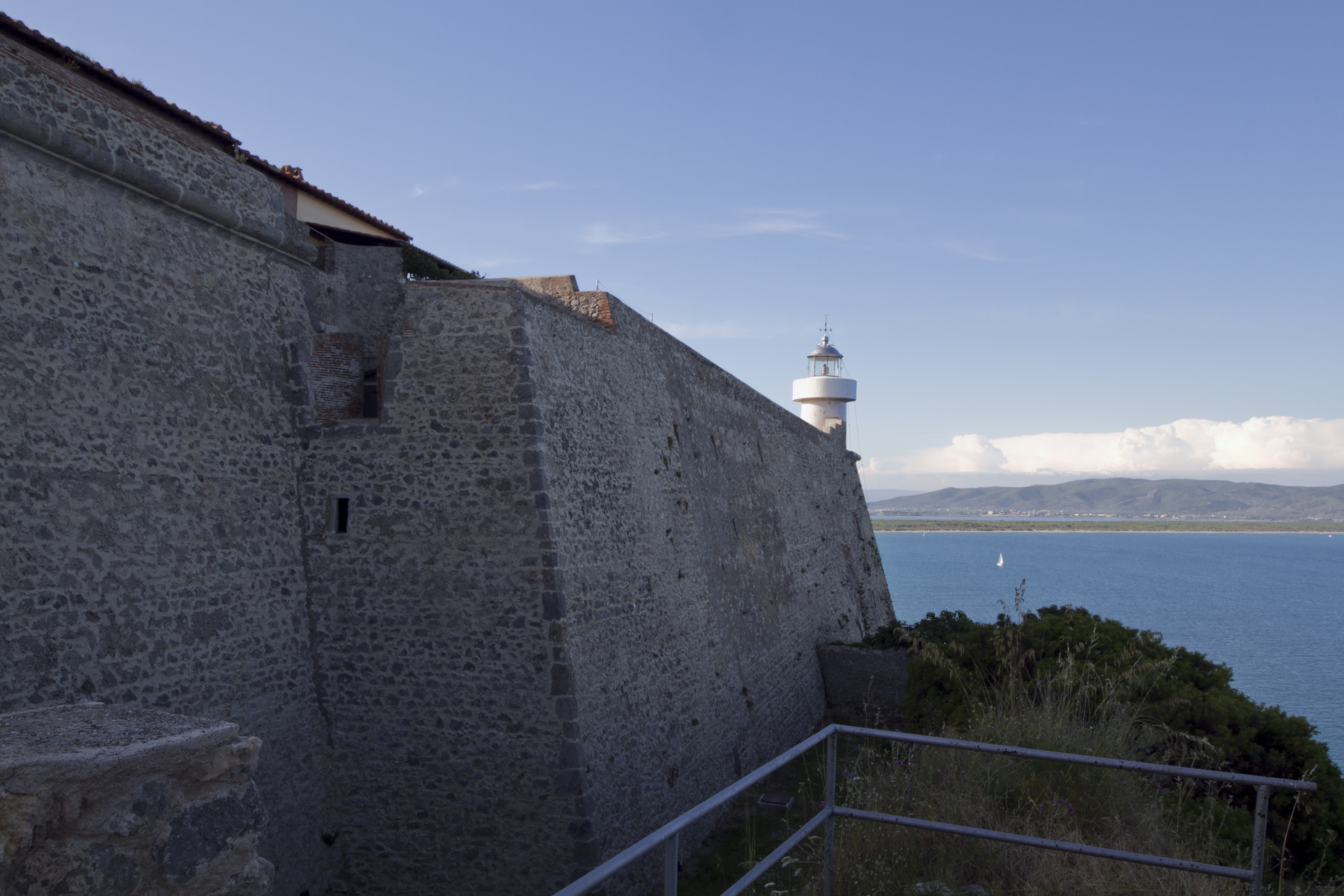
Rocca aldobrandesca, kurz La Rocca genannt

- Hauptattraktion des Ortes sind die massiven Festungsanlagen Filippo, Santa Caterina, Stella und La Rocca, die unter der spanischen Verwaltung des Garnisonsstaates im 16. Jahrhundert entstanden. Filippo ist der älteste Part, benannt nach seinem Auftraggeber, König Philipp II. Festungsbaumeister Giovanni Camerini legte vier Bastionen, umgeben von einem Wassergraben, mit Zugang über eine Zugbrücke an. Im Kellergeschoss befanden sich das Pulvermagazin und weitere Munitionsdepots. Die etwas unterhalb auf demselben Hügel angelegte Batterie Santa Caterina beherbergte die Artillerie. La Rocca wurde auf einem anderen Hügel später erbaut. Im Inneren befindet sich eine in kleine Innenhöfe unterteilte Zitadelle, die mittels einer Galerie mit der Batterie Santa Barbara verbunden ist. Forte Stella trägt seinen Namen von seinem sternförmigen Grundriss. Zahlreiche Schießscharten von Artillerie sind sowohl zur Land- als auch zur Seeseite vorhanden. Auch dieses Fort war über eine Zugbrücke zugänglich. Die Festungsanlagen befinden sich heute in Privatbesitz und sind nicht öffentlich zu besichtigen.
- Der Palazzo Cansani auf der Piazzetta di Santa Barbara entstand 1508, wurde aber durch einen Angriff von Korsaren, die Cheir ed-Din Barbarossa anführte, zerstört. Die Spanier bauten ihn wieder auf und nutzten ihn als Regierungssitz des Stato dei Presidi.
- Die kleine Altstadt mit borgo-Charakter (Treppenaufgänge) besitzt noch eine Reihe originärer Torbögen aus der Zeit, als Siena unabhängig war.
- In der Pfarrkirche Sant’Erasmo liegt Michelangelo Merisi da Caravaggio (1571–1610) begraben, der laut Krankenhausregister am 18. Juli 1610 im Alter von 38 Jahren in einem Hospital von Porto Ercole verstorben war.[2]
- Entlang des Yachthafens zieht sich eine im Sommer lebhaft frequentierte Promenade mit Geschäften, Cafés und Fischrestaurants. Außerhalb der Saison sind viele dieser Einrichtungen geschlossen.

## Tombolo di Feniglia
Nordöstlich des Ortes erstreckt sich entlang der so genannten Lagune von Orbetello ein rund 6 km langer Sandstrand bis zur südlichen der insgesamt drei Landzungen.
An dieser im 17. Jahrhundert noch weitläufig von den malariaverseuchten Sümpfen der Maremma umgebenen Lagune wurde Caravaggio am 18. Juli 1610 tot aufgefunden. Es ist ungeklärt, ob er an der Malaria oder an den Folgen einer Verletzung starb, die er sich ein Jahr zuvor in Neapel bei einem Streit zugezogen hatte. Caravaggio hatte sich auf der Flucht nach Rom befunden, da ihm seine Gegner nach dem Leben trachteten.
Heute sind lebhafter Badebetrieb und Campingareale für die Strände unmittelbar östlich von Porto Ercole charakteristisch. Auf der Nehrung, die mit dem Auto nicht befahrbar ist, erstrecken sich Pinienwälder, durch die Fahrrad- und Wanderwege führen. Berichten zufolge sind öfters Damwild und manchmal sogar Wildschweine zu sehen.

## Wirtschaft
Haupteinnahmequelle ist der Tourismus. Zahlreiche Hotels und Appartementanlagen, vereinzelt auch Agrotourismus, sind auf längere Ferienaufenthalte der Gäste ausgerichtet; zudem kommen zur Hauptsaison verstärkt Tagesausflügler vorbei. Am Hafen dominiert gehobene Fischgastronomie.